# Elmohardyia
Elmohardyia är ett släkte av tvåvingar. Elmohardyia ingår i familjen ögonflugor.

## Dottertaxa tillElmohardyia, i alfabetisk ordning[1]
- Elmohardyia adunca
- Elmohardyia amazona
- Elmohardyia angustifrons
- Elmohardyia aquinoi
- Elmohardyia argentata
- Elmohardyia argentocincta
- Elmohardyia argyrogaster
- Elmohardyia arnaudi
- Elmohardyia arx
- Elmohardyia atlantica
- Elmohardyia bifida
- Elmohardyia carrerai
- Elmohardyia circulus
- Elmohardyia concava
- Elmohardyia conchulata
- Elmohardyia congruens
- Elmohardyia costaricana
- Elmohardyia denigrata
- Elmohardyia doelloi
- Elmohardyia echinata
- Elmohardyia eminula
- Elmohardyia exserta
- Elmohardyia galeata
- Elmohardyia gowdeyi
- Elmohardyia guimaraesi
- Elmohardyia hispida
- Elmohardyia immaculata
- Elmohardyia inepta
- Elmohardyia lanei
- Elmohardyia lindneri
- Elmohardyia maculata
- Elmohardyia manaos
- Elmohardyia merga
- Elmohardyia nicaraguensis
- Elmohardyia oriximinaensis
- Elmohardyia papaveroi
- Elmohardyia parva
- Elmohardyia praecipua
- Elmohardyia replicata
- Elmohardyia reversa
- Elmohardyia roraimensis
- Elmohardyia rosalyae
- Elmohardyia scoliostylis
- Elmohardyia spatulata
- Elmohardyia spuria
- Elmohardyia subnitella
- Elmohardyia subtilis
- Elmohardyia tingomariae
- Elmohardyia tricuspis
- Elmohardyia trinidadensis
- Elmohardyia tuberosa
- Elmohardyia valida